# Monoklonaler Antikörper
Monoklonale Antikörper (mAK oder englisch mAB für „monoclonal antibodies“) sind Antikörper, also immunologisch aktive Proteine, die von einer Zelllinie (Zellklon) produziert werden, die auf einen einzigen B-Lymphozyten zurückgehen, und die sich gegen ein einzelnes Epitop richten. Eine physiologisch (natürlich) vorkommende Immunantwort gegen ein in den Körper eingedrungenes Antigen ist dagegen stets polyklonal und richtet sich z. B. gegen viele verschiedene Epitope auf einem Bakterium.
In der Diagnostik und Forschung spielen monoklonale Antikörper eine große Rolle, da sie mit hoher Spezifität eine Anzahl von Molekülen binden können. Die Bindung der Antikörper lässt sich dann mit unterschiedlichen Techniken nachweisen. Diese Antigen-Antikörper-Reaktion bildet die Grundlage für zahlreiche experimentelle und diagnostische Verfahren (z. B. Immunphänotypisierung, FACS, Immunhistologie, ELISA, ELISPOT, Radioimmunassay und Western Blot).
Viele der von monoklonalen Antikörpern erkannten Zelloberflächenantigene menschlicher Zellen werden in der CD-Nomenklatur klassifiziert.

## Herstellung monoklonaler Antikörper

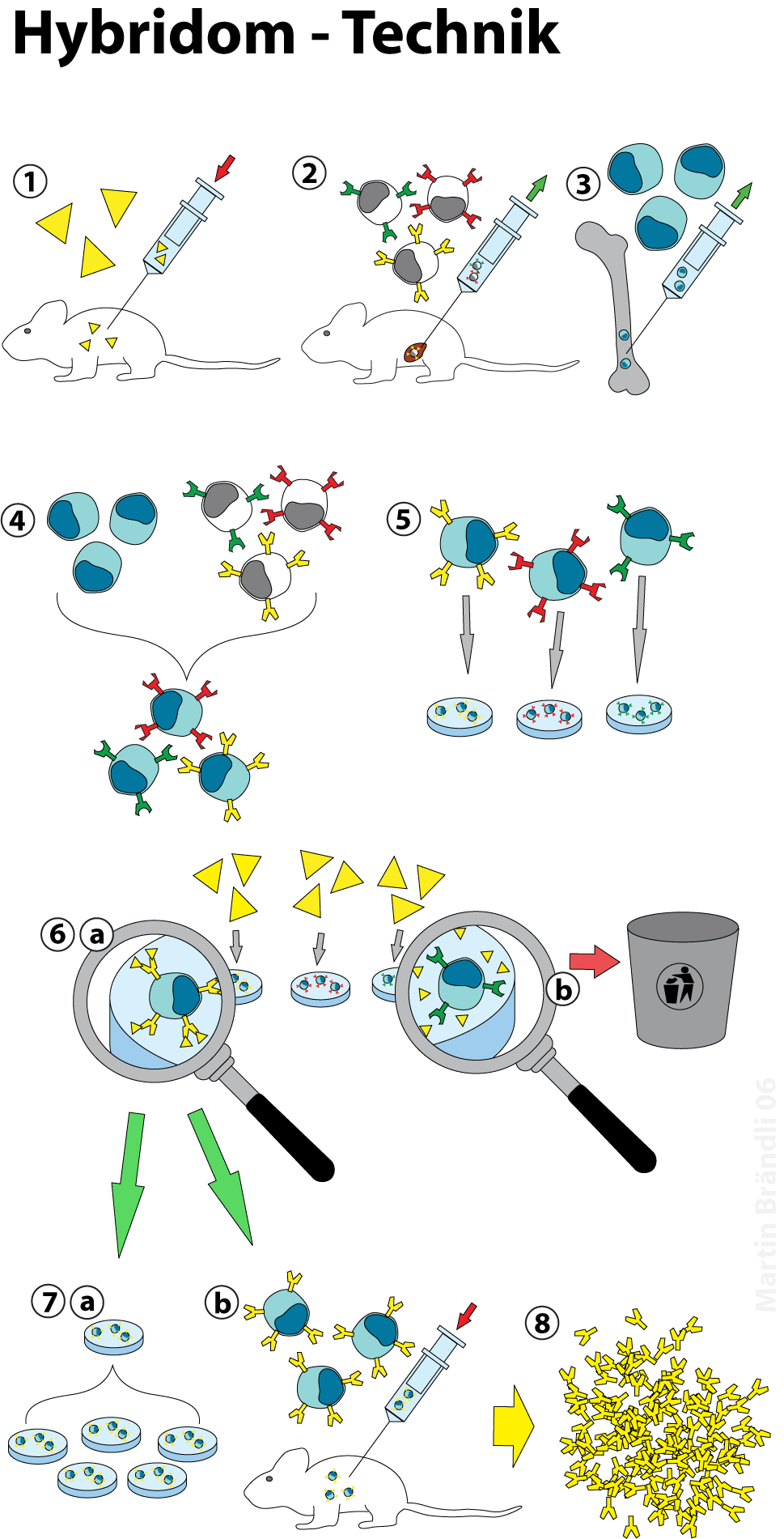
Herstellung monoklonaler Antikörper durch Hybridom-Technik

Das Prinzip der Herstellung monoklonaler Antikörper wurde 1975 von César Milstein, Georges Köhler und Niels Jerne publiziert, die dafür im Jahr 1984 den Nobelpreis für Medizin erhielten. Die Technik beruht auf der Verschmelzung von Antikörper-produzierenden B-Zellen mit Zellen einer Myelom-Zelllinie, wodurch hybride Zellen entstehen, die unbegrenzt Antikörper einer bestimmten Spezifität produzieren.
Bei der Herstellung monoklonaler Antikörper gegen ein bestimmtes Antigen wird zunächst eine Maus mit diesem Antigen infiziert (1, siehe Abbildung). Aufgrund der Immunantwort kommt es zur Bildung von B-Lymphozyten, die Antikörper bilden, welche mit dem Antigen reagieren und die sich in der Milz anreichern. Aus der entnommenen Milz (2) werden die B-Lymphozyten isoliert und mit Zellen (Plasmazellen) einer aus einem Myelom (Plasmozytom) gewonnenen Zelllinie (3) fusioniert (4), es entstehen sogenannte Hybridomzelllinien (5). Diese Hybridomzellen vereinigen Eigenschaften ihrer Ursprungszellen: vom B-Lymphozyt die Eigenschaft einen bestimmten Antikörper zu produzieren, von der Myelomzelle die Fähigkeit zu unbegrenztem Wachstum in vitro („im Reagenzglas“). Für die Gewinnung des monoklonalen Antikörpers wird die Hybridomzelllinie ausgewählt, die am besten das gewünschte Epitop auf dem Antigen bindet (6). Die unsterbliche Zelllinie wird aufbewahrt und der Zellüberstand wird regelmäßig bei Bedarf geerntet. Die Produktion der monoklonalen Antikörper kann in vitro (7a), oder in vivo (7b) erfolgen. Die Antikörper (8) heißen monoklonal, weil sie aus einer einzigen Ursprungs-B-Zelle stammen und daher alle identisch sind.
Die Hybridzellen werden durch ein sogenanntes HAT-Medium selektiert. In diesem Nährmedium sind Hypoxanthin (ein natürlich vorkommendes Purinderivat), Thymidin und Aminopterin (Zellgift, das die Biosynthese von Purin- und Pyrimidinbasen hemmt) enthalten. Die B-Lymphozyten und damit auch die Hybridzellen können Hypoxanthin und Thymidin verstoffwechseln und so die Blockade, die durch das Aminopterin verursacht wird, umgehen. Die verwendeten Myelomzellen sind bezüglich des alternativen Stoffwechselweges Mangelmutanten und sterben im HAT-Medium ab.

Die nicht fusionierten B-Lymphozyten haben nur eine begrenzte Lebenszeit, sodass sich nach einigen Passagen nur noch die Hybridzellen in der Kultur finden lassen.
Einen großen Fortschritt insbesondere zur Klonierung humaner Antikörper bildet die Technik des Phagen-Display.

## Therapeutische monoklonale Antikörper

Monoklonale Strukturvarianten von natürlich vorkommenden Antikörpern. Obere Reihe: monospezifisch, untere Reihe: bispezifisch

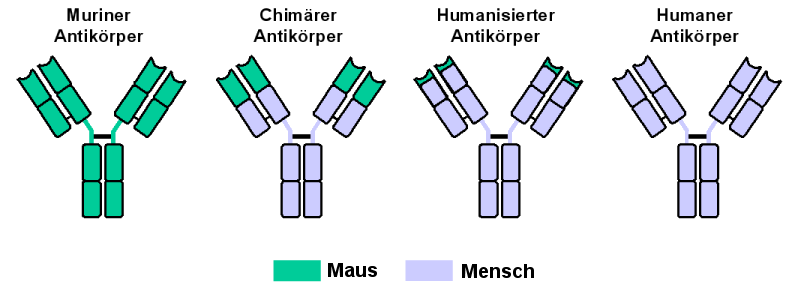
Modifizierte Antikörper für die therapeutische Anwendung

Die Versuche, monoklonale Antikörper in der Therapie einzusetzen, waren zunächst nicht sehr erfolgreich. Die verwendeten Antikörper der Maus (murine Antikörper, Endung: -omab) wirken im menschlichen Organismus selbst als Antigen und können eine gegen sie gerichtete Immunantwort auslösen. Auch die für ihre erwünschte Wirkung wichtige Interaktion mit Zellen des Immunsystems des Empfängers war aufgrund der unterschiedlichen Spezies nicht optimal.
Wesentliche Fortschritte wurden erst gemacht, nachdem es in den letzten Jahren gelungen ist, modifizierte, den menschlichen Antikörpern besser angepasste monoklonale Antikörper zu entwickeln.
Daneben werden auch Antikörperkonjugate, wie beispielsweise Immunzytokine, für therapeutische und diagnostische Anwendungen, speziell in der Krebsimmuntherapie, eingesetzt.

## Terminologie der monoklonalen Antikörper
Die Freihandelsnamen aller therapeutischer monoklonaler Antikörper tragen das Suffix „…mab“, was für „monoclonal antibody“ steht.
Nach Ähnlichkeit zu den menschlichen Antikörpern unterscheidet man (in aufsteigender Reihenfolge):
- murine Antikörper (von der Maus): Endung -omab
- Antikörper vom Primaten: Endung -imab
- chimäre Antikörper: Endung -ximab (Nur der variable Teil des AK ist Mausprotein.)
- humanisierte Antikörper: Endung -zumab (Nur die Antigenbindungstellen sind Mausprotein)
- vollhumane rekombinante Antikörper: Endung -umab

## Listen entwickelter Antikörper

### Zugelassene oder in klinischer Erprobung (Phase III) befindliche therapeutische monoklonale Antikörper
| Name                                                  | Handelsname | Typ                                                | Zielstruktur | Anwendungsgebiet |
| ----------------------------------------------------- | --- | -------------------------------------------------- | --- | --- |
| Hämatologie, Onkologie                                | |                                                    | | |
| Alemtuzumab5                                          | MabCampath | humanisiert                                        | CD52-Antigen auf Lymphozyten | Chronische lymphatische Leukämie, T-Zell-Lymphome2, akute lymphatische Leukämie2                                                                              |
| Apolizumab1,2                                         | Remitogen | humanisiert                                        | HLA-DR-Antigen auf B-Lymphozyten | Solide Tumoren, akute lymphatische Leukämie, chronische lymphatische Leukämie, Non-Hodgkin-Lymphome                                                           |
| Atezolizumab (MPDL3280A)1,2                           | Tecentriq (Roche)                                                                                                   | humanisiert                                        | PD-L1 | Blasenkrebs (zugelassen in USA) In EU positive CHMP Empfehlung.                                                                                               |
| Avelumab (MSB0010718C)2                               | Bavencio (Merck / Pfizer)                                                                                           | human                                              | PD-L1 | Blasenkrebs, Nichtkleinzelliges Bronchialkarzinom (NSCLC), Merkelzellkarzinom                                                                                 |
| Bevacizumab                                           | Avastin (Roche) | humanisiert                                        | VEGF (Vascular Endothelial Growth Factor) | Darmkrebs, Brustkrebs, nichtkleinzelliges Bronchialkarzinom, feuchte, altersbedingte Makuladegeneration (Off-Label-Use)2                                      |
| Blinatumomab                                          | Blincyto (Amgen) | murin, bispezifisch                                | CD-19 | ALL |
| Catumaxomab                                           | Removab (Neovii Biotech)                                                                                            | murin (Ratte/Maus), trifunktional                  | EpCAM-Antigen auf Tumorzellen, CD3-Rezeptor auf T-Lymphozyten | maligner Aszites aufgrund von EpCAM-positiven Karzinomen |
| Cemiplimab1,2 (REGN2810)                              | N.N., (Sanofi / Regeneron Pharmaceuticals)                                                                          | vom Primaten                                       | PD-1 | Plattenepithelkarzinom |
| Cetuximab                                             | Erbitux (BMS / Merck)                                                                                               | chimär                                             | EGF-Rezeptor (Epidermal Growth Factor Receptor) | Darmkrebs, Kopf- und Halstumoren |
| Daratumumab1,2                                        | Darzalex (Genmab (Seite nicht mehr abrufbar, festgestellt im Februar 2023. Suche in Webarchiven) / Janssen Biotech) | human                                              | CD38 | Multiples Myelom, in den USA und der EU bereits zugelassen |
| Durvalumab1,2                                         | Imfinzi (AstraZeneca / Medimmune)                                                                                   | human                                              | PD-L1 | Bronchialkarzinom1,2 |
| Eculizumab                                            | Soliris (Alexion)                                                                                                   | humanisiert                                        | C5 Komplement-Faktor | Paroxysmale nächtliche Hämoglobinurie (PNH) |
| Elotuzumab1,2                                         | Empliciti (BMS) | humanisiert                                        | Signaling Lymphocyte Activation Molecule (SLAMF7; CS1) | Multiples Myelom, in den USA bereits zugelassen |
| Emicizumab1,2 (ACE910)                                | Hemlibra (Roche) | humanisiert, bispezifisch                          | Faktor IXa und X | Hemmkörperhämophilie |
| Epratuzumab1,2                                        | LymphoCide (UCB) | humanisiert                                        | CD22-Antigen | Non-Hodgkin-Lymphome, Autoimmunerkrankungen, akute lymphatische Leukämie                                                                                      |
| Gemtuzumab-Ozogamicin1                                | Mylotarg (Wyeth) | humanisiert, Calicheamicin- beladen                | CD33-Antigen | Akute myeloische Leukämie |
| Ibritumomab-Tiuxetan                                  | Zevalin (Bayer) | murin, 90Y-markiert                                | CD20-Antigen auf B-Lymphozyten | Non-Hodgkin-Lymphome (Radioimmuntherapie) |
| Inotuzumab-Ozogamicin (als Konjugat)1,2               | Besponsa (Pfizer)                                                                                                   | humanisiert                                        | CD22-Antigen | Akute lymphatische Leukämie |
| Ipilimumab                                            | Yervoy (BMS) | human                                              | CTLA-4 | Malignes Melanom |
| Mogamulizumab                                         | Poteligeo (Kyowa Hakko Kirin)                                                                                       | humanisiert                                        | CCR4 | Adulte T-Zell-Leukämie, verschiedene Non-Hodgkin-Lymphome |
| Moxetumomabpasudotox1,2                               | Lumoxiti (AstraZeneca)                                                                                              | murin                                              | CD22-Antigen | Haarzellleukämie |
| Necitumumab1,2                                        | Portrazza (Eli Lilly)                                                                                               | human                                              | EGF-Rezeptor (Epidermal Growth Factor Receptor) | Bronchialkarzinom, Magenkarzinom, in den USA bereits in NSCLC zugelassen                                                                                      |
| Nivolumab                                             | Opdivo (BMS) | human                                              | PD-1 | In Europa zugelassen bei Malignes Melanom und Nichtkleinzelliges Bronchialkarzinom                                                                            |
| Obinutuzumab                                          | Gazyva | humanisiert                                        | CD20-Antigen auf B-Lymphozyten | Chronische lymphatische Leukämie, follikuläres Lymphom |
| Ofatumumab                                            | Arzerra (GSK) | human                                              | CD20-Antigen auf B-Lymphozyten | Chronische lymphatische Leukämie |
| Olaratumab1,2                                         | Lartruvo (Eli Lilly)                                                                                                | human                                              | IgG1 auf PDGF Receptor-α (platelet-derived growth factor receptor α) | Sarkom; Zulassung widerrufen |
| Oregovomab1,2                                         | OvaRex (United Therapeutics)                                                                                        | murin                                              | CA-125 | Ovarialkarzinom |
| Panitumumab                                           | Vectibix (Amgen) | human                                              | EGF-Rezeptor (Epidermal Growth Factor Receptor) | EGF-Rezeptor exprimierende Tumoren, insb. metastasiertes kolorektales Karzinom                                                                                |
| Pembrolizumab (MK-3475)                               | Keytruda (MSD) | humanisiert                                        | PD-1 | Melanom, Mesotheliom, NSCLC |
| Pertuzumab                                            | Perjeta (Roche) | humanisiert                                        | HER2/neu, HER2/neu-Rezeptor; Pertuzumab inhibiert die Dimerisierung der Zielstruktur sowie deren Heterodimerisierung mit anderen HER-Rezeptoren (z. B. EGF-Rezeptor (EGFR)), wodurch das Tumorwachstum verlangsamt werden soll | Mammakarzinom, klinische Studien u. a. beim Ovarialkarzinom, Bronchialkarzinom und Prostatakarzinom                                                           |
| Ramucirumab                                           | Cyramza (Eli Lilly)                                                                                                 | human                                              | VEGF-Rezeptor 2 | Bronchialkarzinom, Magenkarzinom |
| Rituximab                                             | MabThera (Roche / Biogen)                                                                                           | chimär                                             | CD20-Antigen auf B-Lymphozyten | Non-Hodgkin-Lymphome |
| Rovalpituzumabtesirin1,2                              | N.N. (Stemcentrx)                                                                                                   | humanisiert                                        | delta-like protein 3 (DLL3) | Kleinzelliges Bronchialkarzinom (SCLC) |
| Siltuximab                                            | Sylvant (Janssen)                                                                                                   | chimär                                             | bindet humanes IL-6 | Morbus Castleman (MCD), Multiples Myelom |
| Tremelimumab1,2                                       | N.N. (AstraZeneca / Medimmune)                                                                                      | human                                              | CTLA-4 | Bronchialkarzinom1,2Mesotheliom1,2 |
| Tositumomab1                                          | Bexxar (GSK) | murin, 131I-markiert                               | CD20-Antigen auf B-Lymphozyten | Non-Hodgkin-Lymphome (Radioimmuntherapie) |
| Trastuzumab                                           | Herceptin (Roche)                                                                                                   | humanisiert                                        | HER2/neu-Rezeptor | Brustkrebs, Magenkarzinom |
| Zanolimumab1,2                                        | HuMax-CD4 (Genmab)                                                                                                  | human                                              | CD4-Antigen auf T-Lymphozyten | T-Zell-Lymphome |
| Autoimmunerkrankungen, Transplantatabstoßung, Schmerz | |                                                    | | |
| Adalimumab                                            | Humira | human                                              | TNF-α (Tumor Necrosis Factor α) | Rheumatoide Arthritis, Psoriasis-Arthritis, Morbus Bechterew, Morbus Crohn, Colitis ulcerosa                                                                  |
| Alemtuzumab5                                          | Lemtrada | humanisiert                                        | CD52-Antigen auf Lymphozyten | Multiple Sklerose |
| Anifrolumab1,2 (MEDI-546)                             | N.N. | human                                              | anti-type-I IFN | Lupus erythematodes |
| Basiliximab                                           | Simulect | chimär                                             | CD25-Antigen (Interleukin-2-Rezeptor) | Prophylaxe der akuten Abstoßungsreaktion bei Nierentransplantation                                                                                            |
| Belimumab                                             | Benlysta | human                                              | BLys (B-Lymphozyten-Stimulator, ein Zytokin der TNF-Superfamilie) | Lupus erythematodes |
| Brodalumab1,2                                         | Kyntheum (LEO Pharma)                                                                                               | human                                              | Interleukin-17-Rezeptor | Psoriasis, Psoriasis-Arthritis, Asthma |
| Canakinumab                                           | Ilaris | human                                              | Interleukin-1-beta-Rezeptor | Periodische Fiebersyndrome (CAPS, TRAPS, HIDS/MKD, FMF), Systemische juvenile idiopathische Arthritis (SJIA), Gichtarthritis                                  |
| Certolizumab                                          | Cimzia | humanisiert                                        | TNF-α (Tumor Necrosis Factor α) | Rheumatoide Arthritis, Axiale Spondolyarthritis, Psoriasis-Arthritis, Psoriasis, Morbus Crohn (nicht in Deutschland)                                          |
| Clazakizumab1,2                                       | N.N. (BMS) | humanisiert                                        | Interleukin-6-Rezeptor | Rheumatoide Arthritis |
| Daclizumab                                            | Zenapax (a.H.); Zinbryta (a.H.)                                                                                     | humanisiert                                        | CD25-Antigen (Interleukin-2-Rezeptor) | Multiple Sklerose, aber aus dem Handel (a.H.) genommen |
| Epratuzumab1,2                                        | LymphoCide | humanisiert                                        | CD22-Antigen | Autoimmunerkrankungen, Non-Hodgkin-Lymphome, |
| Fasinumab1,2                                          | N.N. (Regeneron Pharmaceuticals)                                                                                    | human                                              | Nerve Growth Factor (NGF) | Schmerz bei Osteoarthritis |
| Guselkumab1,2                                         | Tremfya (Janssen)                                                                                                   | human                                              | Anti-Interleukin-23 | Psoriasis, Rheumatoide Arthritis |
| Golimumab                                             | Simponi | human                                              | TNF-α (Tumor Necrosis Factor α) | Colitis ulcerosa, Rheumatoide Arthritis, Psoriasis-Arthritis, Morbus Bechterew                                                                                |
| Infliximab                                            | Remicade | chimär                                             | TNF-α (Tumor Necrosis Factor α) | Morbus Crohn, Rheumatoide Arthritis, Morbus Bechterew, Psoriasis-Arthritis, Colitis ulcerosa                                                                  |
| Ixekizumab                                            | Taltz | humanisiert                                        | Interleukin-17A-Rezeptor (IL-17A) | Psoriasis, Psoriasis-Arthritis |
| Mavrilimumab (CAM-3001)1,2                            | N.N. (AstraZeneca)                                                                                                  | human                                              | | Rheumatoide Arthritis |
| Mirikizumab                                           | Omvoh (Eli Lilly)                                                                                                   | human                                              | IgG4λ (Immunglobulin G4λ) | Colitis ulcerosa |
| Muromonab-CD3                                         | Orthoclon OKT3 | murin                                              | CD3-Rezeptor auf T-Lymphozyten | Behandlung der akuten Abstoßungsreaktion bei Nieren-, Herz- und Lebertransplantationen                                                                        |
| Natalizumab3                                          | Tysabri | humanisiert                                        | CD49d (α4-Integrin) | Multiple Sklerose |
| Risankizumab1,2                                       | Skyrizi (AbbVie) | humanisiert                                        | Interleukin-23-Rezeptor | Psoriasis, Psoriasis-Arthritis, Morbus Crohn |
| Rituximab                                             | MabThera | chimär                                             | CD20-Antigen auf B-Lymphozyten | Rheumatoide Arthritis |
| Sarilumab                                             | Kevzara | human                                              | Interleukin-6-Rezeptor (IL-6R) | Rheumatoide Arthritis |
| Secukinumab                                           | Cosentyx (Novartis)                                                                                                 | human                                              | Interleukin-17A | Psoriasis, Psoriasis-Arthritis, Axiale Spondyloarthritis |
| Sifalimumab (MEDI-545)1,2                             | N.N. (AstraZeneca)                                                                                                  | human                                              | | Lupus erythematodes |
| Sirukumab1,2                                          | Plivensia (Janssen Pharmaceutica / GlaxoSmithKline)                                                                 | human                                              | Interleukin-6-Rezeptor | Rheumatoide Arthritis, aber seitens der FDA negative Empfehlung                                                                                               |
| Tocilizumab                                           | RoActemra | humanisiert                                        | Interleukin-6-Rezeptor | Rheumatoide Arthritis, Zytokinsturm nach Behandlung mit CART-Zellen, Riesenzellarteriitis                                                                     |
| Ustekinumab                                           | Stelara | human                                              | Interleukin 12/23 | Plaque-Psoriasis, Morbus Crohn |
| Vedolizumab1,2                                        | Entyvio | humanisiert                                        | IgG1 | Morbus Crohn und Colitis ulcerosa |
| Hypercholesterinämie                                  | |                                                    | | |
| Alirocumab                                            | Praluent (Sanofi)                                                                                                   | human                                              | PCSK9 (darüber indirekt: LDL-Rezeptor) | Hypercholesterinämie (Prävention kardiovaskulärer Ereignisse einschl. Schlaganfall)                                                                           |
| Evinacumab (REGN1500)1,2                              | NN (Regeneron / Sanofi)                                                                                             | human                                              | PCSK9 | Homozygote familiäre Hypercholesterinämie |
| Evolocumab (AMG-145)                                  | Repatha (Amgen) | human                                              | PCSK9 (darüber indirekt: LDL-Rezeptor) | Hypercholesterinämie (Prävention kardiovaskulärer Ereignisse einschl. Schlaganfall)                                                                           |
| Kardiovaskuläre Erkrankungen                          | |                                                    | | |
| Abciximab                                             | ReoPro | chimär, Fab-Fragment                               | GPIIb/IIIa auf Thrombozyten | Verhinderung eines Gefäßverschlusses nach PTCA, Verkauf eingestellt                                                                                           |
| Spezielle Therapieformen                              | |                                                    | | |
| Idarucizumab                                          | Praxbind | humanisiert                                        | Antikörperfragment (Fab), das mit sehr hoher Affinität an Dabigatran bindet. | Antidot zur raschen und spezifischen Aufhebung der durch Dabigatran bedingten Gerinnungshemmung                                                               |
| Infektionskrankheiten                                 | |                                                    | | |
| Bezlotoxumab1,2                                       | Zinplava (MSD) | human                                              | Clostridium difficile Toxin B | Clostridium-difficile-Infektion (CDI) |
| Casirivimab/Imdevimab                                 | REGN-COV2 (Regeneron Pharmaceuticals)                                                                               | chimär                                             | SARS-CoV-2 | Coronavirus-Infektion |
| Motavizumab4                                          | Numax | Humanisiert                                        | Bestandteil des Respiratory Syncytial Virus (RSV) | Prophylaxe der RSV (respiratory syncytial virus)-Pneumonie bei Frühgeborenen, ELBW (Extrem Low Birth Weight Preterm) und VLBW (Very Low Birth Weight Preterm) |
| Palivizumab                                           | Synagis | humanisiert                                        | Bestandteil des Respiratory Syncytial Virus (RSV) | Prophylaxe der RSV-Pneumonie bei Frühgeborenen |
| Ibalizumab                                            | Trogarzo | humanisiert                                        | CD4-T-Zellrezeptor | AIDS |
| Neurologische Erkrankungen                            | |                                                    | | |
| Aducanumab1,2                                         | N.N. (Biogen) | human                                              | tbd. | Alzheimer |
| Eptinezumab                                           | Vyepti (Lundbeck)                                                                                                   | humanisiert                                        | Calcitonin Gene-Related Peptide (CGRP) | Migräne |
| Erenumab                                              | Aimovig (Amgen) | human                                              | Calcitonin Gene-Related Peptide (CGRP) receptor | Migräne |
| Fremanezumab1,2                                       | Ajovy (Teva) | humanisiert                                        | Calcitonin Gene-Related Peptide (CGRP) | Migräne Cluster-Kopfschmerz |
| Galcanezumab1,2                                       | Emgality (Eli Lilly)                                                                                                | humanisiert                                        | Calcitonin Gene-Related Peptide (CGRP) | Migräne Cluster-Kopfschmerz |
| Ocrelizumab1,2                                        | Ocrevus (Roche) | humanisiert                                        | CD20-Antigen | Multiple Sklerose |
| Solanezumab1,2                                        | N.N. (Eli Lilly) | humanisiert                                        | tbd. | Alzheimer-Krankheit |
| Ublituximab                                           | Briumvi (TG Therapeutics resp in EU Propharma Group)                                                                | chimär (mouse/human)                               | CD20-Antigen auf B-Lymphozyten | Multiple Sklerose |
| Augenheilkunde                                        | |                                                    | | |
| Ranibizumab                                           | Lucentis | humanisiert, Fab-Fragment                          | VEGF-A (Vascular Endothelial Growth Factor A) | Feuchte Makuladegeneration |
| Dermatologie                                          | |                                                    | | |
| Adalimumab                                            | Humira | human                                              | TNF-α (Tumor Necrosis Factor α) | Psoriasis |
| Dupilumab                                             | Dupixent (Sanofi)                                                                                                   | human                                              | Interleukin 4/13 | Atopisches Ekzem Sinusitis |
| Efalizumab                                            | Raptiva | humanisiert                                        | CD11a-Antigen | Psoriasis |
| Infliximab                                            | Remicade | chimär                                             | TNF-α (Tumor Necrosis Factor α) | Psoriasis |
| Nemolizumab1,2                                        | N.N. (Chugai) | humanisiert                                        | Interleukin 31 | Atopisches Ekzem |
| Tildrakizumab                                         | Ilumetri | Humanisiert                                        | Interleukin 23 | Mittelschwere bis schwere Plaque-Psoriasis |
| Ustekinumab                                           | Stelara | human                                              | Interleukin 12/23 | Plaque-Psoriasis |
| Allergische Erkrankungen                              | |                                                    | | |
| Benralizumab                                          | Fasenra (AstraZeneca)                                                                                               | humanisiert                                        | Alpha-Untereinheit des IL-5-Rezeptors (IL-5Rα) | Asthma; in COPD bisher zwar geprüft, aber nicht erfolgreich                                                                                                   |
| Mepolizumab                                           | Nucala (GSK) | humanisiert                                        | Interleukin-5 | Asthma, COPD, Hypereosinophilie-Syndrom, Eosinophile Granulomatose mit Polyangiitis                                                                           |
| Omalizumab                                            | Xolair | humanisiert                                        | IgE (Fc-Teil) | Schweres Asthma bronchiale, chronische idiopathische Urtikaria (Nesselsucht)                                                                                  |
| Reslizumab                                            | Cinqaero (Teva) | humanisiert                                        | Interleukin-5 | Asthma |
| Tralokinumab1,2                                       | N.N. (AstraZeneca / Medimmune), Adtralza (LEO Pharma)                                                               | human                                              | IL-13 | Atopisches Ekzem |
| Zahnheilkunde                                         | |                                                    | | |
| (plantibody)1,2                                       | CaroRx | rekombinant in Pflanzen hergestellt („plantibody“) | spezifische Bindung an Streptococcus mutans (Leitkeim der Zahnkaries) | als Mundspülung gegen Zahnkaries; Beseitigung von S. mutans aus der Mundflora                                                                                 |
| Osteologie                                            | |                                                    | | |
| Denosumab                                             | Prolia, XGEVA | human                                              | RANK-Ligand (Rezeptoraktivator des NF-κB Liganden, RANKL) | Osteoporose; Knochenmetastasen |
| Romosozumab                                           | Evenity (Amgen / UCB)                                                                                               | humanisiert                                        | Sclerostin | postmenopausale Osteoporose |

1In Deutschland bisher nicht zugelassen oder in der Zulassung (kann nicht mehr aktuell sein)

2In klinischen Studien

3Trotz möglicher seltener schwerer Nebenwirkungen von der FDA unter strengen Voraussetzungen wieder in den USA zugelassen, europäische Zulassung seit 6/2006

4Entwicklung eingestellt.

5Durch den Hersteller – als MabCampath – vom Markt genommen, um die Substanz unter einem neuen Handelsnamen und einer anderen Indikation (MS) wieder auf den Markt zu bringen. Kritisiert von der Arzneimittelkommission der deutschen Ärzteschaft (AkdÄ).

### Zur In-vivo-Diagnostik zugelassene monoklonale Antikörper
| Name        | Präparat  | Typ                   | Zielstruktur                                 | Anwendungsgebiet      |
| ----------- | --------- | --------------------- | -------------------------------------------- | --------------------- |
| Sulesomab   | LeukoScan | murin, 99mTc-markiert | IMMU-MN3 Fab'-SH Fragment gegen Granulozyten | Osteomyelitis         |
| Arcitumomab | CEA-Scan  | murin, 99mTc-markiert | IMMU-4 F(ab')2 gegen CEA                     | kolorektales Karzinom |

### Zurückgezogene oder aufgegebene diagnostische monoklonale Antikörper
| Name     | Präparat      | Typ                   | Zielstruktur   | Geplante Anwendungsgebiete      | Komplikationen und Kommentar                                                     |
| -------- | ------------- | --------------------- | -------------- | ------------------------------- | -------------------------------------------------------------------------------- |
| Igovomab | Indimacis 125 | murin, 111In markiert | CA 125-Antigen | ovarielle seröse Adenokarzinome | 1999 auf Antrag der Herstellerfirma vom europäischen Markt genommen. Begründung? |

### In präklinischer Prüfung oder Phase I/II-Studien befindliche therapeutische monoklonale Antikörper
| Name        | Präparat  | Typ                               | Zielstruktur                                              | Anwendungsgebiet                                           |
| ----------- | --------- | --------------------------------- | --------------------------------------------------------- | ---------------------------------------------------------- |
| Atrosab     | –         | humanisiert                       | CD120a (TNFR1)                                            | Morbus Crohn, Multiple Sklerose, Rheumatoide Arthritis     |
| Brentuximab | –         | chimär                            | CD30                                                      | Lymphome                                                   |
| Cantuzumab  | –         | humanisiert, Mersantin-konjugiert | CanAg (MUC1), Antikörper konjugiert mit Mersantin (Toxin) | Darmkrebs, Magenkarzinom, Pankreaskarzinom, NSCLC          |
| Labetuzumab | –         | humanisiert                       | Carcinoembryonales Antigen (CEA)                          | Darmkrebs, Pankreaskarzinom, Ovarialkarzinom               |
| Nimotuzumab | TheraCim® | humanisiert                       | EGF-Rezeptor (Epidermal Growth Factor Receptor)           | metastasierendes Irinotecan-refraktäres Kolorektalkarzinom |
| Mapatumumab | –         | human                             | –                                                         | Darmkrebs                                                  |
| Matuzumab   | EMD72000  | humanisiert                       | EGF-Rezeptor (Epidermal Growth Factor Receptor)           | Magenkrebs, Darmkrebs, NSCLC                               |
| Pertuzumab  | Omnitarg® | humanisiert                       | HER2/neu                                                  | Brustkrebs, Prostatakarzinom, Ovarialkarzinom, NSCLC       |
| R1450       | –         | human                             | Amyloid-β                                                 | Alzheimer-Krankheit                                        |
| 1D09C3      | –         | human                             | MHC-II                                                    | Non-Hodgkin-Lymphom (NHL)                                  |

### Zurückgezogene oder aufgegebene therapeutische monoklonale Antikörper
| Name        | Präparat      | Typ                    | Zielstruktur                                                           | Geplante Anwendungsgebiete                                            | Komplikationen und Kommentar |
| ----------- | ------------- | ---------------------- | ---------------------------------------------------------------------- | --------------------------------------------------------------------- | --- |
| Bococizumab | N.N. (Pfizer) | humanisiert            | PCSK9 (darüber indirekt: LDL-Rezeptor)                                 | Hypercholesterinämie                                                  | Pfizer hat die weitere Entwicklung eingestellt. |
| Briakinumab | –             |                        | p40-Untereinheit von Interleukin-12 (IL-12) und Interleukin-23 (IL-23) | Psoriasis                                                             | Zulassungsantrag von Abbott zurückgezogen |
| Galiximab   | –             | chimär                 | CD80-Antigen                                                           | Non-Hodgkin-Lymphome                                                  | |
| Lumiliximab | –             | chimär (Macaque/human) | CD23-Antigen auf B-Lymphozyten                                         | Chronische lymphatische Leukämie                                      | |
| Nebacumab   | Centoxin®     | humanisiert (IgM)      | Endotoxin                                                              | Sepsis                                                                | Zulassung in Europa 1991, 1993 wegen erhöhter Sterblichkeit bei Patienten nach Behandlung mit Nebacumab im Vergleich zu Placebo vom Markt genommen.                                                                                |
| Edrecolomab | Panorex®      | Maus IgG2a             | EpCAM                                                                  | Darmkrebs                                                             | Zulassung in Deutschland 1995, 2000 vom Markt genommen, da die bisherige Standardtherapie wirksamer war. |
| TGN1412     | –             | humanisiert            | CD28                                                                   | Leukämie und Autoimmunerkrankungen (wie Multiple Sklerose und Rheuma) | Zytokinsturm. In der öffentlichen Kritik standen Mängel in der Versuchsplanung und -durchführung, z. B. dass das Präparat an 6 Probanden gleichzeitig abgegeben wurde, und dass die Wirkmechanismen nicht verstanden worden waren. |